# St. George (Kansas)
St. George – miasto w Stanach Zjednoczonych, w stanie Kansas, w hrabstwie Pottawatomie.